# ینی‌دام (سیحان)
ینی‌دام (به ترکی استانبولی: Yenidam) یک منطقهٔ مسکونی در ترکیه است که در سیحان واقع شده‌است.